# Murphey
Murphey es un área no incorporada ubicada del condado de Pender en el estado estadounidense de Carolina del Norte. La localidad, en Carretera de Carolina del Norte 11, al este de la Interestatal 40. 